# I Can't Make You Love Me
I Can't Make You Love Me är en sång från 1991, skriven av Mike Reid och Allen Shamblin och inspelad av Bonnie Raitt på albumet Luck of the Draw det året. I augusti år 2000 röstade tidskriften Mojo fram "I Can't Make You Love Me" till åttondeplatsen på sin lista över "alla tiders 100 största låtar". Låten rankas som nummer 339 på tidskriften Rolling Stones lista över alla tiders 500 största låtar.

## Handling
Idén till låten kom då Reid läste en tidningsartikel om en man som greps av polisen efter att ha druckit sig berusat och skjutit mot sin flickväns bil. Domaren i rätten frågade honom om han lärt sig något, på vilket han svarade, "Jag lärde mig, herr domare, att du kan inte få en kvinna att älska dig om hon inte gör det." Reid och Shamblin var båda countrylåtskrivare, som enligt vissa först skrev sången som en fartfylld bluegrasslåt. Genom att sakta ner tempot tyckte de låten blev bättre, och de gav den sedan till Raitt.
Som ballad spelades låten in med elpianobaserad arrangemang, med pianospel av Bruce Hornsby. Sångaren sjunger hur ett ensidigt romantiskt förhållande håller på att sluta.
Raitt spelade in sången på en enda tagning i studion, och sade senare att det var en så sorglig låt att hon inte kunde återta känslan: "Vi försökte göra det igen, och jag sa, Du vet, det kommer inte att hända.'"
Låten blev en stor hit för Raitt, med en 18:e-plats på den amerikanska popsingellistan som högst och en sjätteplats på Adult Contemporary-listan. Låten gav henne en vidare skjuts i de kommersiella framgångar som börjat två år tidigare. Sedan dess har låten blivit en popstandard och en stöttepelare för radioformatet adult contemporary.
For Raitt var låten svår att sjunga på grund av röstomfång och känslorna. Under TV-sända Grammy Awards 1992 framförde Raitt låten i en enklare variant än på skivinspelningen, där bara hon och Hornsby hördes. Då hon inte sjöng sista raden trodde många att hon glömt dem. Raitt fortsatte sedan sjunga den under konsertturnéer.
| ”                           | I mean, 'I Can't Make You Love Me' is no picnic. I love that song, so does the audience. So it's almost a sacred moment when you share that, that depth of pain with your audience. Because they get really quiet, and I have to summon ... some other place in order to honor that space. | „ |
| – Raitt, 2002 NPR interview | |   |

## Bruce Hornsby
Fastän Hornsby inte var inblandat i låtskrivandet, har hans pianospel blivit förknippad med honom, och då han åkt ut på turné har han ofta sjungit den, med eller utan kvinnlig sångerska i sitt band.

## Övriga versioner
Sången har också spelats in av flera andra artister, inklusive Bon Iver, Adele, Will Downing, Prince, Bonnie Tyler, Mary Coughlan, Kenny Rogers, Kimberley Locke, Patti Labelle, Sophie Milman, Boyz II Men, Tank (amerikansk sångare), Nelson Rangell, Jimmy Sommers, Candy Dulfer, Gitte Hænning, Arnee Hidalgo, Sarah Bettens, Piotr Żaczek featuring Kuba Badach, Jill Johnson, och Gina G. Mike Reid spelade själv in sången 1992 på albumet Twilight Town. 
En version av gruppen  Venice förekommer i filmen Boxing Helena. Skådespelerska Maria Bello sjunger en version av sången i filmen Duets från år 2000, spelandes en figur vars förlutna påminner om sången.

## Listplaceringar
| Lista (1991–1992) | Topplacering |
| ----------------- | ------------ |
| Norge             | 43           |
| Nya Zeeland       | 22           |
| Storbritannien    | 50           |

### Fotnoter
1. ↑  ”Mojo 100 Greatest Songs Of All Time”. rocklistmusic.co.uk. 1 augusti 2000. Arkiverad från originalet den 29 juni 2012. https://archive.today/20120629064840/http://www.rocklistmusic.co.uk/mojo.html%23guitar#100%20Greatest. Läst 8 november 2014.
2. ↑  500 greatest song of all time på rollingstone.com. Läst 5 juni 2015
3. ↑  1001 Songs: The Great Songs of All Time and the Artists, Stories and Secrets Behind Them, Toby Creswell
4. ↑  107.1 KGSR - Radio Austin Arkiverad 1 november 2006 hämtat från the Wayback Machine.
5. ↑  NPR Music: Bonnie Raitt Shakes it Up
6. ↑  Information at Svensk mediedatabas
7. ↑  ”Listplacering”. http://dutchcharts.nl/showitem.asp?interpret=Bonnie+Raitt&titel=I+Can%27t+Make+You+Love+Me&cat=s. Läst 19 mars 2012.
8. ↑  ”Listplacering”. Arkiverad från originalet den 16 februari 2016. https://web.archive.org/web/20160216032828/http://charts.org.nz/showitem.asp?interpret=Bonnie+Raitt&titel=I+Can%27t+Make+You+Love+Me&cat=s. Läst 19 mars 2012.
9. ↑  ”Listplacering”. Arkiverad från originalet den 25 augusti 2011. https://web.archive.org/web/20110825063410/http://www.chartstats.com/release.php?release=19185. Läst 19 mars 2012.